# Morpho scipio
Morpho scipio är en fjärilsart som beskrevs av Felder 1867. Morpho scipio ingår i släktet Morpho och familjen praktfjärilar. Inga underarter finns listade i Catalogue of Life.